# Podmokle Małe
Podmokle Małe (od XIX wieku niem. Klein Posemuckel) – wieś w Polsce, położona w województwie lubuskim, w powiecie zielonogórskim, w gminie Babimost.
Według danych urzędu gminy Babimost sołectwo ma powierzchnię 1542,82 ha i 451 mieszkańców.
| SIMC    | Nazwa       | Rodzaj     |
| ------- | ----------- | ---------- |
| 0907579 | Laski Dolne | przysiółek |

## Historia
Miejscowość pierwotnie związana była z Wielkopolską. Ma metrykę średniowieczną i istnieje co najmniej od XV wieku. Po raz pierwszy wymieniana w łacińskojęzycznym dokumencie z 1438 jako duplex Podmocle, 1462 utraque Podmokle, 1489 Pothmocle Minus, 1493 Podmoklye Małe, od XIX wieku Klein Posemukel, 1944 Klein Posenbrück.
Miejscowość była wsią królewską należącą do starostwa babimojskiego. W 1530 należała do powiatu kościańskiego Korony Królestwa Polskiego. W 1510 leżała w parafii Babimost i liczyła 14 łanów osiadłych powierzchni, 2 łany sołeckie, młyn, dwóch zagrodników. Odnotowano także w tym roku jednego kmiecia należącego do plebana w Babimoście, który płacił mu jednego złotego węgierskiego w ramach czynszu, dziesięcinę oraz robociznę. W 1530 rejestry podatkowe odnotowały pobór od 10 łanów oraz karczmy. W 1563 miał miejsce pobór od 16 łanów, karczmy oraz dziedzicznego młyna wodnego o jednym kole walnym. W 1564 odnotowano 13 łanów. W 1571 właścicielem był tenutariusz babimojski oraz kasztelan poznański Piotr Czarnkowski, który zapłacił pobór od 16 łanów kmiecych liczonymi wraz z łanami sołeckimi, a także od 11 zagrodników płacących po 4 grosze i 4 zagrodników płacących po 2 groszy, jednej karczmy dziedzicznej oraz młyna wodnego o jednym kole. W 1580 miał miejsce pobór od 13 łanów osiadłych, 2 łanów sołtysich, jednego łana opuszczonego, od zagrodników, 4 biednych komorników oraz od owczarza, który wypasał 80 owiec.
Pod koniec XVI wieku miejscowość była wsią królewską starostwa babimojskiego i leżała w powiecie kościańskim województwa poznańskiego w Rzeczypospolitej Obojga Narodów.
W wyniku II rozbioru Rzeczypospolitej w 1793, miejscowość przeszła w posiadanie Prus i jak cała Wielkopolska znalazła się w zaborze pruskim. W okresie Wielkiego Księstwa Poznańskiego (1815-1848) miejscowość wzmiankowana jako Podmokle małe należała do wsi większych w ówczesnym powiecie babimojskim rejencji poznańskiej. Podmokle małe należały do babimojskiego okręgu policyjnego tego powiatu i stanowiły część majątku Podmokle, którego właścicielem był Massow. Według spisu urzędowego z 1837 roku Podmokle małe liczyły 384 mieszkańców, którzy zamieszkiwali 63 dymów (domostw).
W 1937 r. niemiecka administracja nazistowska zastąpiła ukształtowaną historycznie nazwę Klein Posemuckel formą Klein Posenbrück.
W latach 1954-1972 wieś była siedzibą gromady Podmokle Małe. W latach 1975–1998 wieś administracyjnie należała do województwa zielonogórskiego.

## Zabytki
Do wojewódzkiego rejestru zabytków wpisany jest:
- koźlak (wiatrak), z 1854 roku, przeniesiony do skansenu z Potrzebowa, gmina Wijewo, województwo wielkopolskie.